# تپه پاقلعه نصرت‌آباد
تپه پاقلعه نصرت آباد مربوط به دوران‌های تاریخی پس از اسلام است و در شهرستان علی‌آباد، بخش مرکزی، روستای نصرت آباد واقع شده و این اثر در تاریخ ۱۱ مهر ۱۳۸۳ با شمارهٔ ثبت ۱۱۱۸۴ به‌عنوان یکی از آثار ملی ایران به ثبت رسیده است.